# Movimento Humanismo e Democracia
O Movimento Humanismo e Democracia, fundado em 1994 por Victor de Sá Machado, foi um agrupamento político português de orientação democrata-cristã. Aliou-se ao PS de 1995 até 2011, tendo conseguido neste período dois parlamentares na bancada socialista da Assembleia da República — Teresa Venda e Maria do Rosário Carneiro, Estas deputadas mantiveram-se geralmente alinhadas com o resto do grupo parlmentar, tendo-se notabilizado, em oposição, no âmbito das questões do aborto (2007) e do casamento homossexual (2009).